# فيليب كروفينوفيتش
فيليب كروفينوفيتش (مواليد 29 أغسطس 1995) هو لاعب كرة قدم كرواتي يلعب في مركز خط الوسط في نادي وست بروميتش ألبيون على سبيل الإعارة.

## روابط خارجية
- فيليب كروفينوفيتش على موقع الاتحاد الأوربي (الإنجليزية)
- فيليب كروفينوفيتش على موقع اتحاد كرواتيا (الكرواتية)
- فيليب كروفينوفيتش على موقع قاعدة بيانات كرة القدم.إي يو (الإنجليزية)
- فيليب كروفينوفيتش على موقع Soccerbase.com (لاعب) (الإنجليزية)
- فيليب كروفينوفيتش على موقع Soccerway.com (الإنجليزية)
- فيليب كروفينوفيتش على موقع عالم كرة القدم.نت (الإنجليزية)
- فيليب كروفينوفيتش على موقع AS.com (الإسبانية)